# Safi (stad)
Safi (Arabisch: آصفي, Berbers: ⴰⵙⴼⵉ, Portugees: Safim) is een stad in westelijk Marokko, gelegen aan de Atlantische Oceaan ten westnoordwesten van Marrakesh, op de vlakte van Abda. Het is de hoofdstad van de regio Doukala-Abda en de gelijknamige provincie Safi. De stad heeft 308.508 inwoners (2014).
Safi ligt, als een natuurlijke haven, op de plek waar de rivier de Chaabah in de Atlantische Oceaan uitstroomde. Het lijkt enigszins op een steile gletsjerkloof.

## Geschiedenis
De eerste bewoners, de Feniciërs (ook wel Phoeniciërs genoemd) voelden zich veilig in deze natuurlijke haven en vestigde zich hier. Later kwamen de Romeinen, die hier tamelijk lang heer en meester waren.
In 1508) namen de Portugezen Safi in. Zij bouwden twee forten, maar hun verblijf op Safi was van korte duur want in 1541 werd de stad vrijwillig ontruimd. Michiel de Ruijter deed er na 1644 graag zaken.  In  de 17e eeuw  kreeg  Europa versterking toen de Fransen een consulaat aan de haven vestigden voor het tekenen van handelsverdragen met de lokale heersers. In de 19e eeuw raakte de haven in groot verval, maar in de 20 ste eeuw onder het Franse protectoraat van 1912 tot 1956 kwam het keerpunt en werd de haven gemoderniseerd. Door professionalisering van de visvangsten en door de gunstige ligging aan de warme golfstroom werd Safi de belangrijkste sardinestad van de wereld. De aansluiting op het Marokkaanse spoorwegnet en de vondst van fosfaatvelden in het achterland van Safi in 1936 versterkten haar economische positie. In dezelfde tijd werd de ambachtelijke pottenbakkerij opgekrikt. Dat gebeurde op initiatief van de Fransen tijdens het protectoraat.  Al snel na de start in 1918 haalden het Franse bestuur fameuze Algerijnse keramist B. Lamali naar Safi. Hij stichtte het jaar erop de eerste pottenbakkerschool van Marokko en zelfs van heel Afrika en ontwikkelde zowel de techniek als de specifieke polychrome stijl voor Safi. Het ambachtelijke aardewerk vindt inmiddels haar weg naar tal van landen en musea.  Zo ontwikkelde Safi zich van een kleine havenstad met 25.000 bewoners in 1918 tot een grote agglomeratie met 400000 inwoners in 2017.
In de Tweede Wereldoorlog, op 8 november 1942, landden de geallieerden in de stad, die met Casablanca, Oran, Algiers en Rabat het toneel vormde van de Operatie Torch.

## Economie
Safi is als vissersstad vooral bekend dankzij de overvloedige vangst van sardines. Ook de aanwezigheid van ertsen en mineralen met name fosfaat in het achterland is voor de Safi van belang. Aardewerk uit Safi is in heel Marokko te koop en daarnaast vindt tevens export plaats naar veel landen .

## Bezienswaardigheden
In de haven valt de vesting Qasr-el-Bahr meteen op, bedoeld als bescherming voor de haven, maar ook de gouverneur woonde er destijds. Na verval is de burcht in 1963 gerestaureerd en heden heeft men vanaf het zuidwestelijke bastion uitzicht over de stad en haven. De aanwezige kanonnen zijn van Hollandse origine. De medina is geheel ommuurd. Geheel aan het einde daarvan is de Kechla, een compacte defensie-opbouw met wallen, geschutsplatformen, woonruimten voor de manschappen.  Gebouwd door de Portugezen om de stad tegen aanvallen vanuit het binnenland te beschermen. Hier staat een boom van 400 jaar geleden die de Portugezen uit Zuid-Amerika meenamen. Ook hier een fraai panorama. Ten slotte is de pottenbakkersheuvel naast de Medina met een wettelijk beschermde status kenmerkend voor Safi.

## Geboren
- Michel Galabru (1922-2016), Frans acteur
- Brahim Boulami (1972), steeplechaseloper
- Rashid Ramzi (1980), Bahreins middellangeafstandsloper